# Wilhelm Wortmann
Wilhelm Wortmann (* 15. März 1897 in Bremen; † 26. Oktober 1995 in Hannover) war ein deutscher Architekt, Stadtplaner und Hochschullehrer.

## Biografie
Wortmann war der Sohn eines Kaufmanns. Er absolvierte das Gymnasium in Bremen und studierte Architektur an der Technischen Hochschule München und der Technischen Hochschule Dresden. Er wurde 1924 Dipl.-Ing. Von 1924 bis 1925 war er als Architekt im Büro von Emil Högg tätig, 1926 beim Stadtplanungsamt Halle und von 1926 bis 1927 zusammen mit Konstanty Gutschow bei Fritz Schumacher in der Oberbaudirektion Hamburg.

### Bremen
Auf Anraten von Schumacher kehrte er 1927 in seine Heimatstadt Bremen zurück und war dort vier Jahre bis 1931 im Stadtplanungsamt tätig. Nach Wiedereintritt in den öffentlichen Dienst wurde Wortmann 1934 Baurat, 1941 Oberbaurat und 1943 Baudirektor in der Bauverwaltung. Nach Ingo Sommer war Wilhelm Wortmann von 1936 bis 1945 Landesplaner für den nordwestdeutschen Raum. Wortmann wurde die Leitung der Landesplanungsgemeinschaft Oldenburg-Bremen übertragen (Dienstsitz: Bremen). Er leitete den Arbeitskreis Stadt- und Landesplanung des NSBDT. 1941 erfolgte seine Ernennung zum Abteilungsleiter Sofortmaßnahmen und zum  stellvertretenden Abteilungsleiter der Bauabteilung beim Bausenator. Im Dezember 1943 formulierte er: „Der Krieg und besonders der Luftkrieg versetzt der Großstadt von gestern und heute den Todesstoß und schlägt eine mächtige Bresche für den Kampf um ihre umfassende Gesundung und wahre Neugestaltung.“
Wortmann war seit 1937
Mitglieds der NSDAP und der SS, ab 1933 der SA (Fördermitglied), des NSBDT, der NSKOV, der NSV, des RLB (alle 1935) und des VDA 1936.
Ab 1942 war er kommissarischer Leiter der Stelle Wohnung und Siedlung im Rassepolitischen Amt der NSDAP.
1944 entwickelte er aus der Basis früherer Pläne des Stadtplanungsamtes aus den 1920er Jahren und von Offenberg (1934 bis 1942) für den Wiederaufbau den Generalbebauungsplan für Bremen. Wortmann kritisierte dabei „… die radikalen Innenstadtpläne von Baudirektor Gerhard Offenberg“, nannte sie „unbremisch“ und sprach sich für den Erhalt der Stadtstruktur und der Gebäude aus.
Er wurde 1944 in Albert Speers Arbeitsstab für den Wiederaufbau bombenzerstörter Städte berufen.
Nach dem Zweiten Weltkrieg wurde er wegen seiner Zugehörigkeit zur NSDAP aus dem Amt entlassen. Eine Wiedereinstellung wurde 1946 vom Beamtenausschuss der Baubehörde und 1948 von der Entnazifizierungsbehörde abgelehnt.
Von 1946 bis 1949 war er für die von Gerhard Iversen (CDU) gegründeten Aufbaugemeinschaft Bremen tätig. Beim Wiederaufbau von Bremen in der Nachkriegszeit versuchte er über die Aufbaugemeinschaft einen Einfluss zunehmen. Er war wie die damalige Baubehörde ein Verfechter der nicht realisierten Mozarttrasse durch das Viertel (Bremen) und die Neustadt, zur Verkehrsentlastung der bremischen Innenstadt.
Als Architekt bildete er von 1949 bis 1956 mit Erik Schott in Bremen eine Bürogemeinschaft und plante Haus Seefahrt (1951), Kontorhaus und Hafenspeicher Auf der Muggenburg Auf der Muggenburg 7 (1951), den Fruchthof Bremen (1955), Bauten von Nordmende sowie weitere Geschäfts- und Wohnhäuser. Weiterhin war er von 1953 bis 1956 an der städtebaulichen Planung der Westlichen Vorstadt in Walle beteiligt.

### Hannover
Ab 1950 entwickelte er mit Rudolf Hillebrecht den Flächennutzungsplan der Stadt Hannover, der bereits 1951 rechtskräftig wurde. Sein daran seit 1952 anknüpfendes Planungsmodell der Regionalstadt für den Großraum Hannover war ein wegweisender Beitrag zur Entwicklung einer neuen städtebaulichen Form, der auch als Vorstufe für die Bildung des Verbandes für den Großraum Hannover diente. Er betreute zudem das hannovernahe, städtebauliche Projekt „Neue Stadt Heitlingen“, das seit 1974 ein Stadtteil von Garbsen ist.

### Hochschullehrer
1956 erhielt Wortmann als Hochschullehrer den Lehrstuhl für Städtebau, Wohnungswesen und Landesplanung an der Technischen Hochschule Hannover. Von 1958 bis 1964 war er Dekan der Fakultät Bauwesen und 1960/61 Rektor der TH Hannover. 1965 wurde er emeritiert; ihm folgte auf dem Lehrstuhl für Städtebau, Wohnungswesen und Landesplanung Friedrich Spengelin. Wortmann leitete an der TH danach die Arbeitsgruppe Standortforschung und entwickelte unter anderem ein Konzept für eine Stadterneuerung der Stadt Soltau.

## Ehrungen
- 1958: Ordentliches Mitglied der Braunschweigischen Wissenschaftlichen Gesellschaft
- 1972: Großes Verdienstkreuz der Bundesrepublik Deutschland
- 1977: 25. Senatsmedaille für Kunst und Wissenschaft der Freien Hansestadt Bremen
- 1993: Ehrenbürger der Stadt Soltau
- Ehrendoktorwürde der Ingenieurwissenschaften

## Schriften
Wortmann war Verfasser zahlreicher Werke und vor allem Aufsätze zur Stadtplanung und zum Städtebau mit den örtlichen Schwerpunkten im Raum von Bremen und Hannover.
- Der Aufbau der Stadt Hannover. Denkschrift. Der Flächennutzungsplan. Hannover um 1952
- Tamms und Wortmann: Städtebau –  Umweltgestaltung. Erfahrungen und Gedanken. Darmstadt, 1973.
- Bremen – Siedlungsraum, Stadtentwicklung . Hrsg.: Aufbaugemeinschaft Bremen, Wiederaufbauverlag, Bremen 1970.
- Bremer Baumeister des 19. und 20. Jahrhunderts. Hrsg.: Aufbaugemeinschaft Bremen, Döll-Verlag, Bremen 1988, ISBN 3-88808-056-8.
- Deutsche Stadtgründungen der Neuzeit. Harrassowitz Verlag, 1989, ISBN 3-447-02970-6.